# Burnsides veldtocht in North Carolina
Burnsides expeditie in North Carolina  was een serie van veldslagen die plaatsvonden langs de kust van North Carolina tussen februari en juni 1862. Deze campagne is ook bekend onder de naam Burnside Expedition. Deze expeditie maakte deel uit van Winfield Scotts Anacondaplan waarbij alle Zuidelijke havens ofwel veroverd ofwel geblokkeerd dienden de worden. De amfibische operatie in North Carolina werd grotendeels uitgevoerd door eenheden onder leiding brigade generaal Ambrose E. Burnside. Hij werd bijgestaan door de North Atlantic Blockading Squadron onder leiding  van Louis M. Goldsborough.

## De expeditie
In augustus 1861 veroverden Noordelijke eenheden, onder leiding van generaal-majoor Benjamin Butler en vlagofficier Silas H. Stringham, de Hatteras Inlet Batteries die de toegang tot Pamlico Sound bewaakten. Het zou nog enkele maanden duren vooraleer de Noordelijken dit succes zouden uitbuiten. Butler en Stringham slaagden erin om de minister van marine, Gideon Welles te overtuigen om Hatteras Inlet bezet te houden. Dit zouden ze dan kunnen gebruiken als springplank voor toekomstige operaties. Hoewel president Lincoln geen voorstander was om North Carolina te veroveren vanuit zee, slaagde generaal George B. McClellan erin om hem van het tegendeel te overtuigen. Brigade generaal Ambrose E. Burnside werd aangesteld om de expeditie te leiden. Burnside rekruteerde soldaten uit de Noordelijke staten langs de Noord-Atlantische kust. Hiermee wilde hij niet in het vaarwater komen van McClellans Army of the Potomac. Burnsides leger, ook gekend als de Coast division, bestond uit drie brigades. De eerste brigade werd geleid door brigade generaal John G. Foster. De tweede brigade stond onder bevel van brigadegeneraal Jesse L. Reno. De derde brigade werd geleid door brigade generaal John G. Parke. In januari 1862 marcheerden de drie brigades naar Fort Monroe om daar in te schepen. Het eerste doel van Burnside was Roanoke Island dat de Albermarle Sound domineerde.
Brigade generaal Henry A. Wise, bevelhebber van Roanoke District had 1.400 soldaten en enkele artilleriestukken onder zijn bevel om dit gebied tegen de Noordelijken te beschermen. Naast een tekort aan manschappen en materieel, stelde hun vloot vrijwel niets voor. Een achttal boten werden omgebouwd tot kanonneerboten onder leiding van William F. Lynch. Wise sprak ironisch over de “Mosquito fleet” (ofwel muggenvloot). Wise stuurde meermaals boodschappers naar zijn bevelhebber, Benjamin Huger in Virginia om versterkingen te sturen. Na veelvuldig aandringen werden uiteindelijk de 2de North Carolina en enkele andere eenheden gestuurd om de verdediging te versterken. Ook de Noordelijke expeditie had met problemen te kampen. Zwaar stormweer vertraagde de opmars. Er werd zelfs overwogen om de onderneming volledig af te gelasten. De vloot, bestaande uit 63 schepen, bereikte uiteindelijk tot de kust van Roanoke Island.
Toen Burnside voor het eiland aankwam, werd het reeds verdedigd door 3.000 Zuidelijke soldaten onder leiding van kolonel Henry M. Shaw. Henry Wise bleef de hoogste bevelhebber in het district. Burnside en Goldsborough veroverden het eiland en namen 2.500 gevangenen. Enkele dagen later werd de “Mosquito Fleet” vernietigd toen het probeerde te ontkomen van Roanoke Island.
Na het aanvullen van zijn strijdmacht met de nodige versterkingen bij Hatteras Inlet, marcheert Burnside op naar zijn volgend doel, namelijk New Bern, North Carolina. New Bern zou als springplank kunnen dienen om het binnenland van North Carolina aan te vallen. De Zuidelijke verdedigingsmacht in New Bern stond onder leiding van brigade generaal Lawrence O'Bryan Branch. Na de val van Roanoke Island, zette Branch zich schrap voor de onvermijdelijke aanval op zijn posities. Branch had ongeveer 4.500 soldaten onder zijn bevel, voornamelijk mannen uit North Carolina. Ze construeerden een verdedigingslinie langs de Atlantic & North Carolina spoorweg ten zuiden van de stad. Fort Thompson domineerde nabijgelegen rivier. De aanval werd vanuit de rivier verwacht. De meeste kanonnen van het fort waren dan ook in die richting opgesteld.
Burnsides aanval werd niet vanuit de rivier gelanceerd. New Bern werd aangevallen vanuit het zuiden nadat de Noordelijken met hun drie brigades langs de spoorweg opgerukt waren. Na een korte strijd trokken de Zuidelijken zich terug richting de stad. Een deel vluchtte via een wachtende trein. De anderen trokken zich op Kinston terug waar ze zich zouden hergroeperen.
Na de inname van New Bern waren Morehead City en Beaufort de volgende doelen. Morehead City was de terminus van de spoorweg en Beaufort was een stadje aan Pamlico Sound. Fort Macon was het centraal punt qua verdediging van beide nederzettingen. Generaal John G. Parke werd erop gestuurd om Fort Macon in te nemen. Het fort onder leiding van luitenant-kolonel Moses J. White werd al snel belegerd door de Noordelijken. Burnside ontving genoeg versterkingen om zijn legermacht te reorganiseren tot een sterkte van 6 brigades. Generaal Jesse L. Reno, bevelhebber geworden van 2 brigades kreeg als opdracht om de sluizen van het Dismal Swamp kanaal te vernietigen. Dit om eventuele Zuidelijke tegenaanvallen met nieuwe schepen te voorkomen. Reno’s brigades werden tegengehouden door de Zuidelijken onder leiding van kolonel Ambrose Wright nabij Camden, North Carolina. Hoewel niemand de overhand haalde in deze slag, trok Reno zich toch terug naar de hoofdmacht. Op 26 april werd de witte vlag van overgave gehesen boven Fort Macon.
In juni 1862 had Burnside Roanoke Island, New Bern, Morehead City, Beaufort en Washington in North Carolina veroverd. Kolonel Robert Potter werd de bevelhebber van het Noordelijk garnizoen in Washington. De garnizoenscommandant gaf het bevel aan kolonel Francis A. Osborne om de omgeving te verkennen. Op deze tocht stootten Osbornes soldaten op de 44th North Carolina onder leiding van kolonel George Singeltary. Na een kort gevecht trokken de Zuidelijken zich terug. Hoewel deze slag het laatste gevecht was van de expeditie onder Burnside, had het geen verdere voordelen opgeleverd voor de Noordelijken.
De nieuwe militaire adviseur van de Zuidelijke president Jefferson Davis, generaal Robert E. Lee zag het strategische belang in van North Carolina. Hij stuurde vele versterkingen ernaartoe. Terwijl Burnside zijn volgende stap voorbereidde, namelijk een aanval op Goldsborough, kreeg hij orders om zich te melden  in Virginia. Hij moest alle eenheden met zich meenemen die konden gemist worden van zijn expeditie om generaal McClellans leger te versterken na hun nederlaag in de Schiereiland-veldtocht.
Burnside vertrok op 6 juli 1862 met ongeveer 7.000 soldaten richting Virginia. Deze troepen vormden de kern van het IX korps. Foster bleef achter met ongeveer 8.000 soldaten. Hij vernietigde Goldsborough in het najaar van 1862. De gevechten in North Carolina zouden de volgende jaren niet meer dan kleine schermutselingen zijn. Pas in 1865 met de campagne van generaal William T. Sherman zouden er opnieuw grote gevechten plaatsvinden in North Carolina.

## Overzicht van de veldslagen tijdens de expeditie
- Slag om Roanoke Island (7 februari-8 februari, 1862)
- Slag bij Elizabeth City (10 februari, 1862)
- Slag bij New Bern (14 maart, 1862)
- Slag bij South Mills (19 april, 1862)
- Slag om Fort Macon (23 maart-26 april, 1862)
- Slag bij Tranter's Creek (5 juni, 1862)

## Betrokken eenheden

### Noordelijken
Voor 2 april 1862

Coast Division – brigadegeneraal Ambrose E. Burnside
- 1st Brigade – brigadegeneraal John G. Foster
- 2de Brigade – brigadegeneraal Jesse L. Reno
- 3de Brigade – brigadegeneraal John G. Parke

North Atlantic Blockading Squadron – Vlag officier  Louis M. Goldsborough
- Zeestrijdkrachten in Pamlico Sound - Commandant Stephen C. Rowan

Na 2 april 1862
Coast Division – brigadegeneraal Ambrose E. Burnside
- 1st Division – brigadegeneraal John G. Foster
  - 1st Brigade – kolonel Thomas I. C. Amory
  - 2de Brigade – kolonel Thomas G. Stevenson
- 2de Division – brigadegeneraal Jesse L. Reno
  - 1st Brigade – kolonel James Nagle
  - 2de Brigade – Col kolonel Edward Ferrero
- 3de Division – brigadegeneraal John G. Parke
  - 1st Brigade – kolonel Charles A. Heckman
- 4de Brigade – kolonel Rush C. Hawkins

North Atlantic Blockading Squadron – Vlag Officier Louis M. Goldsborough
- Zeestrijdkrachten in Pamlico Sound - Commandant Stephen C. Rowan

### Zuidelijken
Department of North Carolina – brigadegeneraal Richard C. Gatlin (19 augustus 1861-15 maart 1862)
brigadegeneraal Joseph R. Anderson (15 maart 1862-24 maart 1862)
generaal-majoor Theophilus H. Holmes (24 maart 1862-17 juli 1862)
- District of Roanoke – brigadegeneraal Henry A. Wise (22 januari 1862-9 februari 1862); kolonel Henry M. Shaw (9 februari 1862-18 augustus 1862)
- District of Albemarle - brigadegeneraal Henry A. Wise (verlaten op 23 februari 1862)
- District of Pamlico – brigadegeneraal Lawrence O'Bryan Branch